# Andre Ehrenberg
Andre Ehrenberg, född den 2 januari 1972 i Braunschweig, Tyskland, är en tysk kanotist.
Han tog OS-brons på C-2 i slalom i samband med de olympiska kanottävlingarna 1996 i Atlanta.